# Paralimnus minor
Paralimnus minor är en insektsart som beskrevs av Kusnezov 1929. Paralimnus minor ingår i släktet Paralimnus och familjen dvärgstritar. Inga underarter finns listade i Catalogue of Life.